# 愛媛県人権教育協議会
愛媛県人権教育協議会（えひめけんじんけんきょういくきょうぎかい、愛媛人教）とは、愛媛県の加戸守行知事が会長を務める、愛媛県の人権・同和教育を推進する団体である。
通常、部落解放論者と国粋主義者は対立関係にあることが多いが、この組織においては、両者が結託しているという点で、全国的にも特異な組織である。戦前の融和運動の流れを汲んでいるとも言われる。戦前の融和運動団体は、会長を知事が務め、他の主要ポストも保守政党関係者や官僚が占め、戦争協力を推進する、国家主義的な官製団体として機能していたが、愛媛県人権教育協議会の組織はそれに類似している。毎年行われる定期総会では、加戸知事が日の丸を背に挨拶しており、「日の丸を掲げた解放教育」などと言われている。

## 沿革
- 1954年 - 愛媛県同和教育協議会発足。
- 1977年 - 高校生用同和問題学習資料集『人間の輪』刊行。
- 1979年 - 小学生用同和問題学習資料集『きょうだい』、中学生用同和問題学習資料集『ほのお』刊行。